# 鲍里斯·朔默斯
鲍里斯·朔默斯（德語：Boris Schommers，1979年1月19日—）是一位德国足球教练，曾担任德甲联赛球队纽伦堡的过渡主教练及德丙联赛球队凯泽斯劳滕主教练。

## 生涯
朔默斯从2006年以来一直在科隆足球俱乐部的青年部任职。自2010-11赛季起，他接任俱乐部17岁以下梯队主教练，并在其首个赛季便率队夺得17岁以下德甲联赛冠军。在带队三年后，朔默斯于2013-14赛季转而执教科隆的19岁以下梯队，并率队参加19岁以下德甲联赛。朔默斯于2015年取得德国足协颁发的教练员资格证。
至2017-18赛季，朔默斯转投德乙俱乐部纽伦堡，担任时任一线队主教练米夏埃尔·克尔纳的助理教练。他们一同率队升入了德甲。在2018-19赛季的第21轮过后，纽伦堡在德甲仅积12分排名垫底，因此克尔纳被解除职务，并由朔默斯作为临时主教练接管球队。